# 安塔科查湖 (瓦丘潘帕區)
11°38′20″S 76°34′58″W / 11.63889°S 76.58278°W
安塔科查湖（Antaqucha），是秘魯的湖泊，位於該國中南部利馬大區，由瓦羅奇里省的瓦丘潘帕區負責管轄，長0.06公里、寬0.005公里，海拔高度4,480米，最大水深10米。